# ذات الجيش
ذات الجيش هي موقع تاريخي في المدينة المنورة، تقع على الطريق القديم إلى مكة المكرمة على مسافة 7 كم من مسجد ذي الحليفة، وتحيط بها الجبال من كل نواحيها ماعدا الشرقية منها. نزلت فيها آية التيمم وذلك عندما فقدت أم المؤمنين عائشة بنت أبي بكر  عقدها حينما كانت مع رسول الله ﷺ في بعض أسفاره، فأقام الرسول ﷺ، وأقام الناس لالتماس العقد وطلبه، ولم يكن معهم ماء، وحانت الصلاة، فكانت رخصة التيمُّم.

## الأهمية التاريخية
كان رسول الله ﷺ قد سلك هذه المنطقة مرات عديدة، ومنها عند توجهه إلى بدر، وكذلك إلى مكة المكرمة، ومن الأخبار التاريخية الواردة عن ذات الجيش أن فيها قبر نزار بن معد، وابنه ربيعة، وورد ذكرها في شعر الشاعر المدني الفقيه عروة بن أذينة، حيث قال فيها:

## أول محمية بيئية
تعدُّ ذات الجيش من الحدود التي حدَّها رسول الله محمد ﷺ لحمى الشجر كما ورد عند الطبراني في معجمه، فالمدينة المنورة بذلك هي أول محمية بيئية تُعنى بالحفاظ على الحياة الفطرية النباتية والحيوانية.